# Ланіка
Ланіка (дав.-гр. Λανίκη дав.-гр. Λανίκη ; IV століття до н. е.) — македонська аристократка, годувальниця і вихователька Александра Македонського.

## Біографія
На відміну від Арріана, Еліана та Афіна, Квінт Курцій Руф називає її Гелланікою.
Ланіка походила зі знатного македонського роду, її батьком був Дропід, а братом — Кліт Чорний, який згодом Александр врятував життя в битві при Граніці і якого згодом Александр вбив.
Ланіка була годувальницею і вихователькою маленького Александра, і ніжну прихильність до неї син Філіпа зберігав згодом упродовж свого життя. Так, згідно з Арріаном, після трагічного вбивства її брата в Бактрії в 328 до н. е. Александр «пішов до себе, ридаючи, кинувся на ліжко і, кликаючи на ім'я Кліта і Ланіку, свою мамку, твердив, що, ставши дорослим, добре відплатив їй за її турботи». Як передає Курцій Руф, цар любив її як свою матір. Біля тіла Кліта Александр, обливаючись сльозами та згадуючи про загибель усіх рідних Ланіки під час східного походу, стогнав: "До кого їй, нещасній, тепер вдатися? З усіх лише я один залишився в неї; але саме на мене вона не зможе спокійно дивитись. Чи можу я, вбивця своїх рятівників, повернутись на батьківщину і простягнути руку виховательці так, щоб не нагадати їй про горе? Юстин повідомляє, що Александру «було особливо соромно перед тією, якій він так гидко відплатив за те, що вона його вигодувала, тією, на руках якої він провів своє дитинство; ставши дорослим і переможцем, за її добро відплатив їй похоронним плачем».
Можливо, що її чоловіком був Андронік, син Аґера. Одним із дітей Ланіки був Протей, відомий як кулачний боєць. За повідомленням Еліана, Протей також вирізнявся великою схильністю до пияцтва. Двоє синів Ланіки загинули під час штурму македонянами Мілета у 334 році до н. е.